# Cosmisoma seabrai
Cosmisoma seabrai är en skalbaggsart som beskrevs av Monné och Magno 1988. Cosmisoma seabrai ingår i släktet Cosmisoma och familjen långhorningar. Inga underarter finns listade i Catalogue of Life.